# セリニ・シャイエ＝リシェ
セリニ・シャイエ＝リシェ（Céliny Chailley-Richez, 1884年3月15日 - 1973年9月9日）は、フランス出身のピアノ奏者。
リールにセリニ・リシェ(Céliny Richez)として生まれる。幼少時より音楽の才能を母親から認められ、10歳で地元の音楽院でピアノを学ぶ。翌年にはパリ音楽院のラウール・プーニョのクラスに入り、1898年に一等賞を得て卒業後は、師のプーニョの配慮でカミーユ・サン＝サーンスとのジョイント・コンサートを開いてピアニストとしてデビューを果たした。1908年にはヴァイオリニストのマルセル・シャイエと結婚し、夫婦で演奏活動を続けたが、1926年にシャイエが体調不良から教育活動に専念するようになってからは、ジョルジェ・エネスクをパートナーにして演奏活動を継続した。1941年から1947年まで女性だけのメンバー構成によるピアノ五重奏団を立ち上げ、パリ音楽院でも教鞭をとるようになった。エネスクの晩年にもエネスクの伴奏者を務めて幾つかの録音を残し、エネスクの死後にはブカレストのエネスク資料館の立ち上げに参加した。
フォントネー＝オー＝ローズにて没。